# Тибенский, Роберт
Роберт Тибенский (словац. Róbert Tibenský; 16 августа 1960, Братислава — 29 мая 2015, там же) — словацкий шахматист, международный мастер (1988).
В составе сборной Словакии участник 2-х Олимпиад (1994—1996).
Трёхкратный чемпион Словакии по шахматам (1994, 1995 и 1996). До этого дважды выигрывал чемпионат Словацкой социалистической республики (в 1983 и 1987).

## Изменения рейтинга
| График не отображается по техническим причинам. Чтобы исправить это, воспроизведите график в новом формате, если это возможно. |